# Rhomphaea angulipalpis
Rhomphaea angulipalpis là một loài nhện trong họ Theridiidae.
Loài này thuộc chi Rhomphaea. Rhomphaea angulipalpis được Tord Tamerlan Teodor Thorell miêu tả năm 1877.